# Rei del Marroc
El rei del Marroc és l'autoritat màxima del regne del Marroc, segons la constitució d'aquest país. Entre les seves atribucions, hi ha la de presidir el Consell de Ministres, nomenar el Primer Ministre després d'eleccions legislatives, nomenar tots els membres del govern prenent en compte les recomanacions del Primer Ministre i el poder de cessar en les seves funcions, a la seva discreció, qualsevol ministre, la dissolució del Parlament, la convocatòria de noves eleccions i la capacitat de governar per decret. És el cap de les Forces armades del Marroc i el líder religiós del país. Així mateix, nomena als jutges de la Cort Suprema, la màxima autoritat judicial del país. Abans de 1957, el monarca prenia el títol de soldà. Actualment regnen membres de la dinastia alauita.

## Llista de governants del Marroc

### Dinastia idríssida
- Idrís (I) al-Àkbar (788-791)
- Idrís (II) al-Àsghar (791-828)
- Muhàmmad (I) ibn Idrís (828-836)
- Alí (I) ibn Muhàmmad (836-848)
- Yahya (I) ibn Muhàmmad (848-864)
- Yahya (II) ibn Yahya (864-874)
- Alí (II) ibn Úmar (874-883)
- Yahya (III) ibn al-Qàssim (883-904)
- Yahya (IV) ibn Idrís (904-917)

### Dinastia fatimita
- Ubayd-Al·lah al-Mahdí (922-925)

### Dinastia idríssida
- Al-Hàssan (I) al-Hajjam (925-927)

### Dinastia fatimita
- Ubayd-Al·lah al-Mahdí (927-934)
- Al-Qàïm (934-937)

### Dinastia idríssida
- Al-Qàssim Gannun (937-948)
- Abu-l-Ayx Àhmad - (948-954)
- Al-Hàssan (II) ibn Gannun (954-974)

### Dinastia almoràvit

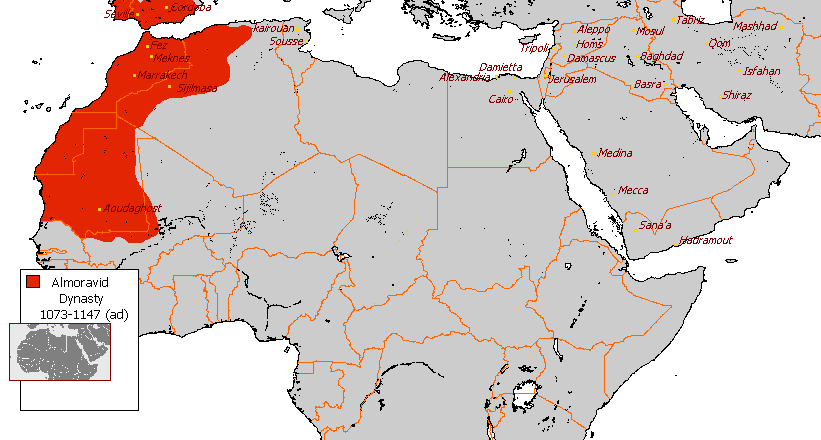
Màxima expansió de la dinastia almoràvit

- Yússuf ibn Taixfín (1061–1106)
- Alí ibn Yússuf (1106–1142)
- Taixfín ibn Alí (1142–1146)
- Ibrahim ibn Taixfín (1146)
- Ishaq ibn Alí (1146–1147)

### Dinastia almohade
- Abd-al-Mumin ibn Alí (1145–1163)
- Abu-Yaqub Yússuf (I) (1163–1184)

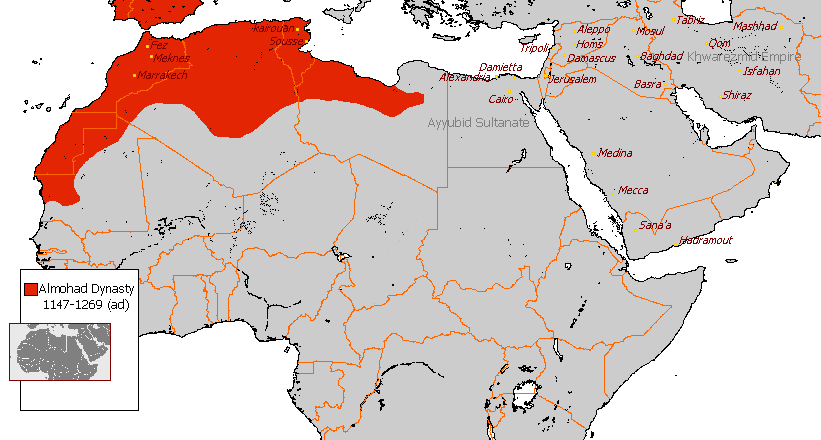
Màxima expansió de la dinastia almohade

- Abu-Yússuf Yaqub (I) al-Mansur (1184–1199)
- Muhàmmad (I) an-Nàssir (1199–1213)
- Abu-Yaqub Yússuf (II) al-Mústansir (1213–1224)
- Abu-Muhàmmad Abd-al-Wàhid (I) al-Makhlú (1224)
- Abu-Muhàmmad Abd-Al·lah (I) al-Àdil (1224–1227)
- Yahya al-Mútassim (1227–1235)
- Abu-l-Ulà Idrís (I) al-Mamun (1227–1232)
- Abd-al-Wàhid (II) ar-Raixid (1232–1242)
- Alí (I) as-Saïd (1242–1248)
- Úmar (I) al-Murtada (1248–1266)
- Abu-Dabbús Idrís (II) (1266–1269)

### Dinastia marínida
- Abd-al-Haqq (I) (1195-1217)

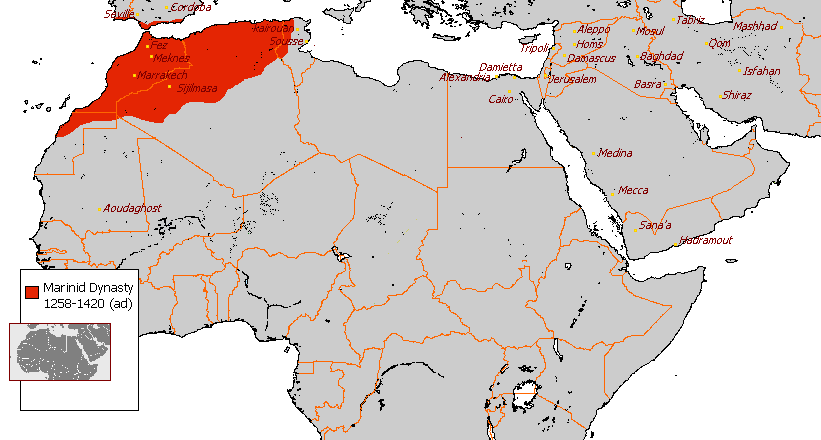
Màxima expansió de la dinastia marínida

- Abu-Saïd Uthman (I) ibn Abd-al-Haqq (1217-1240)
- Abu-Maruf Muhàmmad (I) ibn Abd-al-Haqq (1240-1244)
- Abu-Yahya Abu-Bakr (I) ibn Abd-al-Haqq (1244-1258)
- Abu-Yússuf Yaqub (I) ibn Abd-al-Haqq (1258-1286)
- Abu-Yaqub Yússuf (I) an-Nàssir ibn Yaqub (1286-1307)
- Abu-Thàbit Àmir (I) ibn Yússuf (1307-1308)
- Abu-r-Rabí Sulayman (I) ibn Yússuf (1308-1310)
- Abu-Saïd Uthman (II) ibn Yaqub (1310-1331)
- Abu-l-Hàssan Alí (I) ibn Uthman (1331-1348)
- Abu-Inan Faris (I) al-Mutawàkkil ibn Alí (1348-1358)
- Abu-Zayyan Muhàmmad (II) as-Saïd ibn Faris (1358)
- Abu-Yahya Abu-Bakr (II) ibn Faris (1358-1359)
- Abu-Sàlim Ibrahim (I) ibn Alí (1359-1361)
- Abu-Amr Taixfín (I) ibn Alí (1361)
- Abu-Zayyan Muhàmmad (II) ibn Alí (1361-1365)
- Abu-Faris Abd-al-Aziz (I) al-Mústansir ibn Alí (1365-1372)
- Abu-Zayyan Muhàmmad (III) ibn Abd-al-Aziz (1372-1374)
- Abu-l-Abbàs Àhmad (I) ibn Ibrahim (1373-1384)
- Abu-Faris Mussa (I) ibn Faris (1384-1386)
- Abu-Zayyan ibn Àhmad (1386)
- Abu-Zayyan Muhàmmad (IV) ibn Alí (1386-1387)
- Abu-l-Abbàs Àhmad (II) al-Mústansir ibn Àhmad (1387-1393)
- Abu-Faris Abd-al-Aziz (II) ibn Àhmad (1393-1396)
- Abu-Àmir Abd-Al·lah (I) ibn Àhmad (1396-1397)
- Abu-Saïd Uthman (III) ibn Àhmad (1398-1420)
- Abu-Muhàmmad Abd-al-Haqq (II) ibn Uthman (1420-1465)

### Dinastia wattàssida

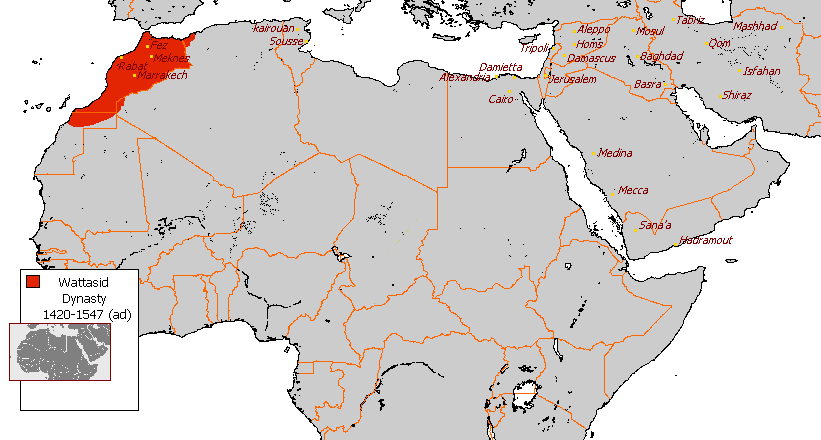
Màxima expansió de la dinastia wattàssida

- Abu-Zakariyà Muhàmmad aix-Xaykh (1472-1505)
- Abu-Abd-Al·lah Muhàmmad (1505-1524)
- Abu-l-Abbàs Àhmad (1524-1550)

### Dinastia sadita

Màxima expansió de la dinastia sadita

Fins al 1554 només al sud del Marroc:
- Muhàmmad (I) al-Qàïm (1509-1517)
- Àhmad (I) al-Àraj (1517-1544)
- Mahàmmad (I) aix-Xaykh (1544-1557) (governà tot Marroc des del 1554)
- Abd-Al·lah (I) al-Ghàlib (1557–1574)
- Mahàmmad (II) al-Maslukh (1574–1576)
- Abd-al-Màlik (I) al-Ghazí (1576–1578)
- Àhmad (II) al-Mansur (1578–1603)
- Abd-Al·lah (II) ibn Àhmad (1603–1608, a parts del Marroc)

1603-1659 els governants saadites del Marroc s'estableixen a Marràqueix
- Zaydan Abu-l-Maali (1603–1627)
- Abd-al-Màlik (II) ibn Zaydan (1627–1631)
- Al-Walid ibn Zaydan (1631–1636)
- Mahàmmad (III) aix-Xaykh al-Àsghar (1636–1655)
- Àhmad (III) al-Abbàs (1655–1659)

1603-1627 els governants saadites del Marroc s'estableixen a Fes (només amb poder local)
- Al-Mamun ibn Àhmad (1604-1613)
- Abd-Al·lah (III) ibn al-Mamun (1613-1623)
- Muhàmmad (III) ibn al-Mamun (1623-1627)

### Dinastia alauita
Fins a 1666 només governaren a Tafilelt i a parts del sud del Marroc.
- Mohammed I (1631-1635)
- Mohammed II (1635-1664)

soldà Mulay Muhammad al-Rashid bin Sharif, 1r soldà del Marroc, etc., nascut a Sigilmasa (Rissani), Tafilalt, 1631, segon fill del soldà Abul Amlak Sidi Muhammad I as-Sharif bin 'Ali, soldà de Tafilalt. Proclamat a Toza, a la mort del seu mig germà com a soldà de Tafilalt, el 2 d'agost de 1664. Proclamat com a soldà del Marroc a Fes, 22 d'octubre de 1664.
- Al-Rashid (1666–1672)
- Mohammed I (1672)
- Al-Harrani, Abu'l Abbas Ahmad I, i Ismail (1672–1684)
- Mawlay Ismail Ibn Sharif (1684–1727)
- Abu'l Abbas Ahmad II (1727–1728) (primer cop)
- Abdalmalik (1728)
- Abu'l Abbas Ahmad II (1728–1729) (segon cop)
- Abdallah (1729–1735) (primer cop)
- Ali (1735–1736)
- Abdallah (1736) (segon cop)
- Mohammed II ben Arbia (1736–1738)
- Al-Mostadi (1738–1740)
- Abdallah III (1740–1745)
- Zin al-Abidin (1745)
- Abdallah IV (1745–1757)
- Mohammed ben Abdallah (1757–1790)
- Yazid (1790–1792)
- Mulay Sulayman, Slimane (1792–1822)
- Abderrahman (1822–1859)
- Mohammed IV (1859–1873)
- Hassan I (1873–1894)
- Abdelaziz (1894–1908)
- Abdelhafid (1908–1912)

### Sota protectorat francès (1912-1956)
- Yusef (1912–1927)
- Rei Muhàmmad (1927–1961), canvià títol governant de soldà pel de Rei el 1957. Deposat i exiliat a Madagascar (1953-1955)
- Mohammed Ben Aarafa, titella francès (1953-1955)

### Independència restaurada (des de 1956)
- Rei Muhàmmad V (1955-1961)
- Rei Hassan II (1961–1999)
- Rei Mohammed VI (1999–)